# Мегафаунный волк
Мегафаунный волк (англ. Megafaunal wolf) — внесистематическое название вымершей экоморфы волка обыкновенного. Мегафаунный волк жил в период позднего плейстоцена — раннего голоцена. По размерам был схож с современным волком обыкновенным (Canis lupus), но имел некоторые отличия от него, например, особенности строения зубов. Название получил в силу своей пищевой специализации: он охотился на крупных животных — мегафауну.
Мегафаунного волка не следует путать с ужасным волком. Ужасный волк обитал только на территории Северной Америки, в период позднего плейстоцена и не является прямым родственником мегафаунного волка.

## Название
Поскольку мегафаунный волк является экоморфой, а не таксоном, его название не является систематическим. Оно было введено в широкий оборот (как англ. megafaunal wolf) в 2013 году старшим менеджером по связям со СМИ Калифорнийского университета в Лос-Анджелесе Стюартом Уолпертом (англ. Stuart Wolpert).

## Различия между современными волками и мегафаунным волком
В генетическом плане мегафаунный волк отделён от нынешнего серого волка на расстояние в 5 мутаций между гаплогруппами. При исследовании были взяты образцы генного материала от 24 волков, живших 24000—1200 лет назад, и от современных волков. Выяснилось, что мегафаунный волк являлся доминантом по численности и по первородству в генетике, его гаплогруппа является базальной, то есть она древнее гаплогруппы, к которой принадлежит современные серые волки. Возраст базальной гаплогруппы определяется в 40 тысяч лет и прослеживается вплоть до окончания последнего ледникового максимума — 10 тысяч лет назад.
В силу особенностей фауны, различий в климате и условиях проживания, волки в процессе эволюции претерпевали значительные вариации как в генетике, так и в поведении. Сильно отличие проявилось в строении зубов у мегафаунного волка. У него было более широкое нёбо и более крупные хищные зубы, которые были увеличены по соотношению с черепом, если сравнивать с нынешними серыми волками. Такие клыки позволяли вести охоту на крупных животных мегафауны плейстоцена — туров, бизонов, мамонтов. Сила укуса при этом была увеличена, за счёт мощной, укороченной шеи, что предохраняло волков от травм, при охоте на очень крупных млекопитающих. Если сравнивать с современными животными, то подобный подход на примере эволюции виден у пятнистых гиен, которые так же приспособлены к охоте на добычу значительно крупнее их самих.
Характерной приметой мегафаунного волка также являются повреждения резцов, хищных зубов и коренных зубов. На найденных челюстях больше трещин, сколов, сломанных зубов. Такая же картина прослеживается у современных пятнистых гиен. Увеличение размеров хищных зубов связано скорее всего с фауной, а не с климатом. Крупная добыча требовала приспосабливания, гарантируя при этом большое количество белка́ и возможность жить в пещерах, подолгу не меняя места нахождения стай. Когда были найдены первые мегафаунные волки при раскопках, они были названы — Canis lupus spelaeus — серый волк пещерный.

## Диета
Основой для еды были животные, обитавшие в плейстоцене — лошадь, бизон, овцебык, тур, мамонт, эти животные были основными представителями плейстоценовой мегафауны. Увеличенные зубы, мощная мускулатура и короткая шея, развившиеся в процессе охоты на столь крупных животных, позволяли мегафаунному волку убивать и расчленять эту добычу, включая самые крупные кости, внутри которых находился высоко питательный костный мозг.
Однако эта специализация на крупной добыче привела к вымиранию в последующей эпохе. К концу Ледникового периода произошло резкое сокращение крупных травоядных и вслед за ним сокращалась численность мегафаунного волка и затем он вымер, не сумев вовремя перейти к новым условиям.

## Палеоэкология
Распространение мегафаунного волка шло через Голарктику.
Последняя ледниковая эпоха началась 110 тысяч лет назад и закончилась около 9700 — 9600 лет до нашей эры. Данные сроки укладываются в Плейстоценовую эпоху. Ледниковая эпоха была разделена на периоды сильного оледенения и последующего потепления. Интересующий нас ледниковый период, когда мегафаунный волк достиг своего зенита развития, начался примерно 33 тысячи лет назад и к сроку 22 тысячи лет назад, ледниковые покровы достигли своего максимального значения в данном ледниковом периоде. 19 тысяч лет назад началось постепенно потепление в Северном полушарии, а в Антарктиде — 14 500 лет назад, при этом 14 500 лет назад началось резкое повышение уровня морей и океанов, что в итоге согласуется с усиленным таянием ледников в Антарктиде в тот период.
Колоссальных размеров Тундростепь, называемая в англоязычной литературе мамонтовая степь, простиралась от нынешней Испании, через всю Евразию, через перешеек, некогда соединявший Евразию и Северную Америку — Берингию, через Берингов пролив, до Аляски и Юкона. Этот перешеек существовал, потому что был пик оледенения в последнем ледниковом периоде. При этом перешеек за последние 3 миллиона лет как минимум 6 раз открывался и снова уходил под воду. Это согласуется с имеющимися данными о пиках оледенения в ледниковые периоды и последующих оттепелях. При оледенениях вода в большом количестве оказывалась заключена в ледники, что вызывало понижения уровня мирового океана. Затем происходило оттаивание и вода вновь поднималась. В нашем случае, перешеек был затоплен 11 тысяч лет назад.
Особенностью тундростепи прошлого, отличающей её от современной, является растительность. Точнее сохранность растительности. Благодаря сухости климата, осадков было не много и облачность не закрывала солнечный свет. От ледников дули холодные ветры, которые, вкупе с постоянной высокой солнечной освещённостью, стимулировали рост травы и кустарников, а когда наступал зимний период, трава не сгнивала от нарастающей влажности. Таким образом тундростепь была покрыта огромной по высоте травой — до 2-х метров, которая вырастала благодаря обилию солнечного света, а с наступлением зимы, ветер дующий с ледников, высушивал траву на корню, таким образом получались колоссальные запасы сена, которым и питались крупные млекопитающие. Когда ледники растаяли — повысилась влажность, и начался цепной процесс разрушения тундростепей — с влажностью пришли дожди, с дождями больше пасмурных дней, трава стала вырастать меньше по высоте и объёму, а осенью она сгнивала, поэтому что ветры больше не дули с ледников и животным оставалось меньше еды. К тому же влажность повлияла на толщину снежного покрова, который резко увеличился, скрыв под собой остававшуюся траву и ещё больше ухудшая кормовую базу травоядных. Тундростепи прошлого были заняты нынешними тайгой и тундрой, с болотами и мхами в качестве основной пищи для травоядных.
Во время последнего ледникового максимума между 33—24 тысячами лет назад Европейский континент был намного суше и холоднее, чем сегодня. На севере простиралась полярная пустыня, южнее шла тундра и затем степь. Леса практически не произрастали, за исключением горных долин и горных карманов в горах, на Юге Европы. Ископаемые данные свидетельствуют, что в конце последнего оледенения исчез ряд крупных млекопитающих, ныне причисляемых в Плейстоценовой мегафауне. В плане характеристик к мегафауне причисляют животных массой больше 44 килограммов. Вымирание происходило по всей Евразии. Прямобивневый лесной слон, вымер между 100 000 и 50 000 лет назад, Носорог мерка или Стенафориум , Пещерные медведи, Шерстистые носороги, мамонты — вымерли между 50 000 — 16 0000 лет назад. Овцебык вымер после 11 500 лет назад. Большерогий олень — 11 тысяч лет назад, причём некоторые особи выживали в Западной Сибири в укромных уголках и вымерли 7 700 лет назад. Мамонты в очень ограниченном числе, сильно потеряв в размерах, сравнявшись по росту с человеком, выживали на острове Врангеля и вымерли 4 500 лет назад.
Хищники вымирали так же, как и травоядные. Саблезубый тигр вымер 28 000 лет назад. Евразийский пещерный лев — 11 900 лет назад. Леопард — 27 000 лет назад. Вымирания животных совпадают с резким температурными колебаниями, которые достигали среднегодовых значений в 16 градусов Цельсия. На практике, если по месяцам, колебания достигали 30 — 40 градусов, что приводило к слишком резкому похолоданию и затем к потеплениям. Крупные животные не успевали эволюционировать, приспосабливаясь к новым условиям и вымирали, освобождая ниши для более мелких видов. При этом в периоды ледниковых максимумов, когда температура была самой холодной, вымираний не было, вымирания начинались при резких скачках температуры.
Предки современных людей появились в Восточной Африке 195 000 лет назад. Часть из них 60 000 лет назад мигрировала из Африки и достигла Центральной Азии 50 000 лет назад. Затем миграция продолжилась и примерно 45 000 лет назад люди достигли Европы.В Италии найдены останки людей возрастом 43 — 45 000 лет. В европейской части России найдены останки людей древностью 40 000 лет. В районе реки Енисей в Центральной Сибири, найдены останки мамонта, на которого охотились люди 45 000 лет назад.Другая часть людей, при миграции из Средней Азии, достигла реки Яна в Якутии, значительно выше полярного круга — 27 000 лет назад. В последующем по перешейку на месте нынешнего Берингова пролива, люди мигрировали на Аляску между 20 000 — 11 000 лет назад. В Плодородном полумесяце началось развитие сельского хозяйства
11 500 лет назад.
В данных климатических условиях и нарастающем влиянии антропогенного фактора, волки мегафауны не выдержали конкуренции и стали вымирать. Их место занял нынешний серый волк. В плане генетики так же подтверждается — древняя, базальная гаплогруппа мегафаунного волка, исчезает в этот период и заменяется находками более ранней — гаплогрупплой обыкновенного серого волка. Современные волки не являются прямыми потомками волка мегафаунного. У них было несколько древних предков, которые вымерли в том числе более 30 000 лет назад, ещё до последнего ледникового периода.
По выявленным и датированным находкам — На Аляске, На полуострове Таймыр, прояснилась диета мегафаунных волков, в период угасания вида. Значительную часть их рациона стала составлять падаль и кости. Этим объясняется резкое падение численности данного вида, ему пришлось питаться худшей по качеству пищей, хотя до этого он специализировался именно на свежем мясе и оно составляло в его рационе не менее 70-ти процентов.

## Подвиды мегафаунного волка
Подвид обитавший в Восточной Берингии получил название — Берингский волк. Данный подвид имел стабильную численность на территории нынешней Аляски, начиная с 45 тысяч лет назад до 12.5 тысяч лет назад. В период между 12 500 и 7500 лет назад, мегафауна полностью не вымерла в этом регионе и была доступна для охоты.
Восточный Берингский волк был идентифицирован как экоморф серого волка, с морфологией черепа, ориентированной для охоты на мегафауну. При анализе ДНК выяснилось, что этот вид не является генетическим родственником современным серым волкам, а родственен серым волкам периода позднего плейстоцена. В генетике берингских волков прослеживаются гаплотипы двух волков с Украины, датированных 30 000 лет назад. Так же в геноме есть волк из Чехии — 44 000 лет назад. Генетическое разнообразие этих волков было выше, чем у современных серых волков, в силу большего количества их в прошлом. Современные волки Северной Америки не являются потомками Мегафаунного волка и его подвида — Берингского волка и имеют независимое генетическое происхождение.
В 2009 году было проведено исследование остатков черепа и челюсти серого волка, найденного у озера на Таймыре. Возраст — 16220 лет назад. По данным измерений и сравнений останков этого волка, с размерами современных волков и волков того периода, в котором он обитал, эта особь женского пола, могла быть одомашненной или на половину одомашненной особью. При сравнении с другими ископаемыми подвидами серого волка, подтвердилось, что у них была более развита височная мышца. Сравнение зубного ряда показало, что волк с Таймыра, волк из Бернберга, Германия и волк из палеолитической стоянки Костенки имеют одинаковых зубной ряд, что говорит о сходстве в питании особей. Они зачастую питались падалью и вынуждены были разгрызать крупные кости. Учитывая ухудшавшиеся условия арктической зоны Евразии в период позднего плейстоцена, падаль была их основным источником белка. Таким образом изменения климата затронули волков на огромном пространстве, от современной Германии до Аляски.
При изучении останков Европейского пещерного волка, которого впервые описал в 1823 году Гольдфус, Георг Август. Данный вид принадлежит к специализированной экологической нише, занимаемой волками в позднем плейстоцене. Его пропорции костей сближают его с Макензийским равнинным волком и по размерам пещерный волк немного крупнее современных серых волков. Данный вид жил по всей Евпропе в позднем плейстоцене, но в период Последнего ледникового максимума сменился другим подвидом, несколько меньшим по размерам. Этот подвид исчез вместе с крупными стадами оленей в Европе и сменился серым волком современного типа в период голоцена.
Подвид Canis lupus maximus - был самым крупным ископаемым подвидом, найденным на территории Западной Европы. Древность 31 000 — 16 000 назад. Размеры в среднем на 10 % больше современных волков и на 20 % больше вероятного предка — C.l. lunellensis. Столь сильное увеличение в размерах планомерно продолжалось до Последнего ледникового максимума и связано с Правилом Бергмана — волки данного подвида, путём увеличения размеров, приспособились к более холодному климату. Так же увеличению размеров способствовало обильное питание — рядом с волками найдены олени, которые обитали стадами в тот период в Западной Европе. Волки найденные в Италии в 2014 году, так же сопоставимы по размерам и морфологии зубов с волками Canis lupus maximus, найденными во Франции.

### Связь с домашними собаками
В ходе исследования данного вопроса было выдвинуто предположение, общая суть которого в том, что когда мегафауна стала резко сокращаться, мегафаунные волки оказались сначала вынужденными падальщиками, а затем начали следовать за людьми. Люди делали стоянки на долгий срок и начинали охотиться. Мегафаунные волки поедали оставшиеся после охоты кости и прочее, что оставляли люди. Как только люди снимались с места и продолжали движение, волки следовали за ними и в итоге постепенно отказались от базовых принципов диких волков — они перестали строго придерживаться своей территории, перестали охранять излишне большие площади, чем заняты к примеру современные волки. Наоборот, мегафаунные волки стали охранять мусорные кучи вокруг стоянок людей и места недавней охоты, где оставалась еда.
Итогом стал сначала вынужденный симбиоз волков и людей, затем люди стали специально подкармливать волков и в итоге постепенно, путём отбора, выбирали самых добрых и не агрессивных волков и приручая их, одомашнивали. Генетические сравнения гаплотипов волков, найденных в Арктической зоне, показали высокую схожесть. При этом находки из Сибири, древностью 28 000 лет, очень незначительно отличались по генетике от находок, датируемых 8 000 лет назад и уже напрямую ведущих к домашним собакам и современным волкам. Сравнения находок в Бельгии — 36 000 и 30 000 лет назад и в Костенках — 22 000 лет назад, подтверждают данную теорию, согласно которой выстраивается прямая связь между этими ископаемыми подвидами, начиная с самого древнего — Canis cf variabilis, обитавшего в Евразии уже 360 000 лет назад.

## Комментарии
1. ↑  Экоморфа, или жизненная форма, — группа организмов, общие черты морфологии которых обусловлены эволюционной приспособленностью к определённому биотопу[2][3].